# Марцін Куб'як (астроном)
Марцін Антоні Кубяк — професор астрономії і перекладач. Директор Астрономічної обсерваторії Варшавського університету (1986—2008), президент Польської астрономічної фундації імені Миколая Коперника, редактор наукового щоквартального журналу «Acta Astronomica».
У 1986 році отримав нагороду Асоціації польських перекладачів. Учасник проєкту гравітаційного лінзування OGLE Optical Gravitational Lensing Experiment), співвідкривач астероїда (471143) Дзеванна і планетної системи OGLE-2006-BLG-109. Автор відомої книги для студентів астрономії «Зорі та міжзоряна речовина» (пол. Gwiazdy i materia międzygwiazdowa). Вчене звання професора отримав 25 квітня 1994 року. Член астрономічного комітету Польської академії наук.